# Frederick Delius
Frederick Delius (Bradford, 1862. január 29. – Grez-sur-Loing, 1934. június 10.) késő romantikus angol zeneszerző, aki Franciaországban működött.

## Élete
Kezdetben édesapja vállalatánál dolgozott utazó ügynökként, majd 1884-ben narancsültetvényesként Floridába ment. Itt kezdett érdeklődni a zene iránt. 1886-ban visszatért Európába, és Lipcsében zenei tanulmányokba kezdett és megismerkedett Edvard Grieg norvég zeneszerzővel. Később Párizsba ment, majd 1897-ben Grez-sur-Loingban települt le. Néhány dala, egy zenekari szvitje (Florida), és egy operája (Irmelin) után 1893-ban nyomtatásban jelent meg a zenekarra írt Legenda. Ezt követően több operája készült (Koanga [1895–1897], Falusi Rómeó és Júlia [1900–1901], Fennimore és Gerda [1908–1910]). Nagyobb kórusművei és zenekari darabja voltak a Párizs – egy nagyváros dala (1899), az Appalachia (1902), és a Tengeráramlat (1903). Ezeket a műveit kivétel nélkül Németországban mutatták be először.
1904–1905-ben írta Az élet miséjét, 1907-ben a Briggi vásárt, 1914–1916-ban a Requiemet, és több más kisebb szerzeményét. 1929-ben a Becsületrend tagjává avatták. 1934-ben hunyt el 72 éves korában.
Zenéjét a kritikusok kortársával, az ugyancsak angol Edward Elgaréval összevetve hasonlóan csiszoltnak, eredeti nyelvezetűnek, fejlett technikájúnak, de Elgarénál szűkebb kifejezési skálájúnak, kevésbé invenciózusabbnak tartják.

## Hangfelvételek
- Florida szvit,  – Youtube.com, Közzététel: 2014. márc. 19.
- A briggi vásár,  – Youtube.com, Közzététel: 2014. febr. 20.
- Irmelin nyitány,  – Youtube.com, Közzététel: 2017. márc. 2.
- Legenda,  – Youtube.com, Közzététel: 2010. jún. 22.
- Nyári dal,  – Youtube.com, Közzététel: 2011. máj. 7.
- Koanga,  – Youtube.com, Közzététel: 2008. júl. 29.
- Az élet miséje,  – Youtube.com, Közzététel: 2015. dec. 30.
- Appalachia,  – Youtube.com, Közzététel: 2014. júl. 4.
- Requiem,  – Youtube.com, Közzététel: 2014. dec. 6.

## Kották
- Delius, Frederick. International Music Score Library Project. (Hozzáférés: 2019. május 17.)